# 細身鉤棘杜父魚
細身鉤棘杜父魚，為輻鰭魚綱鮋形目杜父魚亞目杜父魚科的其中一種，為溫帶海水魚，分布於西北太平洋黃海海域，棲息深度0-1公尺，體長可達4.6公分，棲息在底層水域，生活習性不明。

## 扩展阅读
維基物種上的相關：細身鉤棘杜父魚